# Umělé dýchání

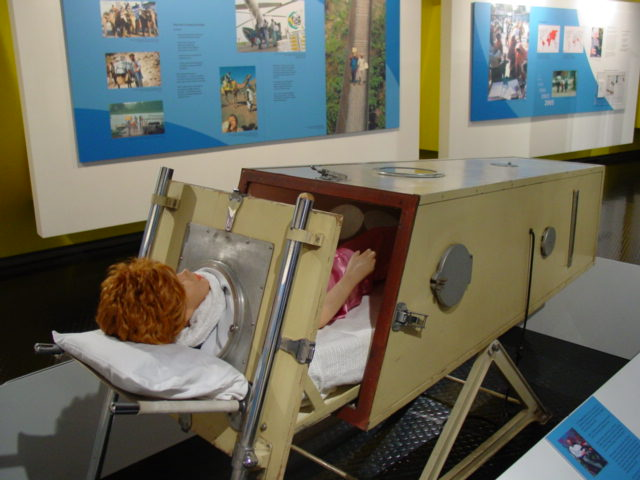
Železné plíce - opuštěný lékařský dýchací přístroj

Umělé dýchání spočívá v dodávání vzduchu postiženému, který spontánně nedýchá. Obvykle se provádí v rámci resuscitační péče.
Odborná lékařská péče používá dýchacích přístrojů, vzduch je do plic pacienta vháněn přes trubice, zavedené do průdušnice nebo přes masku.
V laické první pomoci jde o dýchání z úst do úst. Bližší popis viz Kardiopulmonální resuscitace. V mnohých případech se obnoví spontánní dýchání bezvědomého již jen tím, že mu zakloníme hlavu a předsuneme dolní čelist. Pokud po uvolnění dýchacích cest nedojde k obnovení dýchání, zahajujeme nepřímou srdeční masáž a umělé dýchání z úst do úst v rytmu 30 stlačení a 2 vdechy. Dýchání z úst do úst se v laické první pomoci nedoporučuje, pokud:
- neumíme provádět umělé dýchání — pacientovi to může spíše uškodit
- nejde nám to — v dýchacích cestách je obstrukce (např. po dušení cizím tělesem)
- je ohroženo naše bezpečí — osobu neznáme, obáváme se přenosu nakažlivé nemoci[1]

V případě, že splňujeme některý z výše zmíněných bodů, pokračujeme pouze ve stlačování hrudníku, frekvencí 100–120 kompresí za minutu.
V případě dýchání z úst do úst vydechovaný vzduch obsahuje dostatečné množství kyslíku (16% oproti 21% v atmosféře). Vydechovaný vzduch tedy zabezpečí dostatečné zásobení tkání kyslíkem za předpokladu činnosti srdce nebo srdeční masáže.